# Gotthardschlag
Gotthardschlag (früher auch Gotthartschlag) ist eine Ortschaft und eine Katastralgemeinde der Gemeinde Kottes-Purk im Bezirk Zwettl in Niederösterreich.

## Geografie
Das Dorf liegt in einer Lichtung nordwestlich von Kottes, von der Nebenstraßen in vier Himmelsrichtungen führen. Im Westen fließt der Tiefenbach am Ort vorüber.

## Siedlungsentwicklung
Zum Jahreswechsel 1979/1980 befanden sich in der Katastralgemeinde Gotthardschlag insgesamt 14 Bauflächen mit 9.683 m² und 8 Gärten auf 2.297 m², 1989/1990 gab es 17 Bauflächen. 1999/2000 war die Zahl der Bauflächen auf 43 angewachsen und 2009/2010 bestanden 18 Gebäude auf 38 Bauflächen.

## Geschichte
Der Ort wird spätestens 1302 zum ersten Mal schriftlich als Gotschalkeslag erwähnt.
Im Eintrag der Josephinischen Fassion aus Jahre 1786/87 gab es im heutigen Ort 12 Häuser
Im Jahr 1822 wurde der Ort als Dorf mit elf Häusern genannt, das nach Purk eingepfarrt war, wohin auch die Kinder eingeschult wurden. Die Herrschaft Prandhof besaß die Ortsobrigkeit, besorgte die Konskription und übte die Landgerichtsbarkeit. Die Untertanen und Grundholde des Ortes gehörten der Herrschaft Prandhof.
Nach der Entstehung der Ortsgemeinden 1849 wurde der Ort eine Katastralgemeinde der Ortsgemeinde Purk.
Laut Adressbuch von Österreich waren im Jahr 1938 in Gotthardschlag zwei Landwirte mit Direktvertrieb ansässig.
Im Zuge der Niederösterreichischen Kommunalstrukturverbesserung wurde der Ort durch die Auflösung der Gemeinde Purk am 1. Januar 1967 ein Teil der Gemeinde Kottes-Purk.

## Bodennutzung
Die Katastralgemeinde ist landwirtschaftlich geprägt. 133 Hektar wurden zum Jahreswechsel 1979/1980 landwirtschaftlich genutzt und 59 Hektar waren forstwirtschaftlich geführte Waldflächen. 1999/2000 wurde auf 116 Hektar Landwirtschaft betrieben und 77 Hektar waren als forstwirtschaftlich genutzte Flächen ausgewiesen. Ende 2018 waren 116 Hektar als landwirtschaftliche Flächen genutzt und Forstwirtschaft wurde auf 76 Hektar betrieben. Die durchschnittliche Bodenklimazahl von Gotthardschlag beträgt 25,5 (Stand 2010).